# Schaal Sels 2015
La Schaal Sels 2015, ottantanovesima edizione della corsa, valida come evento dell'UCI Europe Tour 2015 categoria 1.1, si svolse il 30 agosto 2015 su un percorso di 208,8 km. Fu vinta dal belga Robin Stenuit, che concluse la gara in 4h46'39" alla media di 43,7 km/h, seguito dai belgi Oliver Naesen e Tim Merlier.
Dei 141 ciclisti alla partenza furono 19 a portare a termine la gara.

## Squadre partecipanti
| N.      | Cod. | Squadra                        |
| ------- | ---- | ------------------------------ |
| 1-8     | TSV  | Topsport Vlaanderen-Baloise    |
| 11-18   | WGG  | Wanty-Groupe Gobert            |
| 22-28   | BOA  | Bora-Argon 18                  |
| 31-38   | ROP  | Roompot-Oranje Peloton         |
| 41-48   | RVL  | RusVelo                        |
| 51-58   | CIB  | Cibel                          |
| 61-68   | CSH  | Colba-Superano Ham             |
| 71-78   | VGS  | Vastgoedservice-Golden Palace  |
| 81-88   | VER  | Veranclassic-Ekoi              |
| 91-98   | WIL  | Veranda's Willems Cycling Team |
| 101-108 | WBC  | Wallonie-Bruxelles             |

| N.      | Cod. | Squadra                     |
| ------- | ---- | --------------------------- |
| 111-118 | SKT  | An Post-ChainReaction       |
| 121-128 | BAI  | Bike Aid                    |
| 131-138 | CCT  | CCT-Champion System         |
| 141-148 | CJP  | Cyclingteam Jo Piels        |
| 151-158 | RIJ  | Cyclingteam Join's-De Rijke |
| 161-168 | MET  | Metec-TKH-Mantel            |
| 171-178 | TKG  | Kuota-Lotto                 |
| 181-188 | CCD  | Differdange-Losch           |
| 191-198 | KRA  | Ringeriks-Kraft             |
| 201-207 | STF  | Start-Massi                 |

## Ordine d'arrivo (Top 10)
| Pos. | Corridore       | Squadra         | Tempo    |
| ---- | --------------- | --------------- | -------- |
| 1    | Robin Stenuit   | Wanty-Gobert    | 4h46'39" |
| 2    | Oliver Naesen   | Topsport Vl.    | s.t.     |
| 3    | Tim Merlier     | Vastgoedservice | a 4"     |
| 4    | Tim Ariesen     | Jo Piels        | s.t.     |
| 5    | Kevyn Ista      | Wallonie        | s.t.     |
| 6    | Ralf Matzka     | Bora-Argon 18   | s.t.     |
| 7    | Jelle Wallays   | Topsport Vl.    | s.t.     |
| 8    | Gorik Gardeyn   | Veranclassic    | a 13"    |
| 9    | Edward Theuns   | Topsport Vl.    | a 16"    |
| 10   | Joeri Stallaert | Cibel           | s.t.     |